# Julian Birkel
Julian Birkel (2002) es un deportista sudafricano que compite en triatlón. Ganó dos medallas en el Campeonato Africano de Triatlón de 2025, oro en relevo mixto y plata en individual.

## Palmarés internacional
| Campeonato Africano | Campeonato Africano            | Campeonato Africano | Campeonato Africano |
| Año                 | Lugar                          | Medalla             | Prueba              |
| ------------------- | ------------------------------ | ------------------- | ------------------- |
| 2025                | Nelson Mandela Bay (Sudáfrica) | Medalla de oro      | Relevo mixto        |
| 2025                | Nelson Mandela Bay (Sudáfrica) | Medalla de plata    | Individual          |